# Fernando Francisco (Bischof)
Fernando Francisco (* 10. Mai 1960 in Lengue do Galo, Provinz Cuanza Sul) ist ein angolanischer römisch-katholischer Geistlicher und Weihbischof in Luanda.

## Leben
Fernando Francisco begann 1980 das Propädeutikum und studierte von 1982 bis 1984 Philosophie am Priesterseminar seines Heimatbistums Novo Redondo. Die theologischen Studien absolvierte er von 1984 bis 1988 am Priesterseminar des Erzbistums Huambo. Im Jahr 1990 hielt er sich zu Studien in Lissabon in Portugal auf. Am 15. August 1992 empfing er das Sakrament der Priesterweihe für das Bistum Novo Redondo.
Nach der Priesterweihe war er zunächst Lehrer am Propädeutikum und Diözesanökonom. Von 1993 bis 2002 studierte an der Päpstlichen Universität Urbaniana in Rom, wo er in Dogmatik zum Dr. theol. promoviert wurde. Anschließend war er Studienpräfekt und Dozent am Priesterseminar von Luanda und lehrte an der Katholischen Universität von Angola. Seit 2013 war er Dompfarrer an der Kathedrale und Generalvikar des mittlerweile von Novo Redondo in Sumbe umbenannten Bistums. Außerdem koordinierte er die Diözesankommission für Evangelisation und Katechese.
Papst Franziskus ernannte ihn am 28. Oktober 2021 zum Titularbischof von Medianas Zabuniorum und zum Weihbischof im Erzbistum Luanda. Die Bischofsweihe spendete ihm der emeritierte Erzbischof von Lubango, Zacarias Kamwenho, am 30. Januar des folgenden Jahres im Umfeld der Kathedrale von Sumbe. Mitkonsekratoren waren der Erzbischof von Luanda, Filomeno Vieira Dias, und der Erzbischof von Malanje, Luzizila Kiala. Eine gemeinsame Amtseinführung mit dem eine Woche zuvor geweihten Weihbischof António Lungieki Pedro Bengui fand am 13. Februar 2022 statt.